# Global sourcing
Global sourcing is internationale inkoop. Naast materialen kunnen dit ook middelen (resources) zijn als personeel, energie en kapitaal.
Global sourcing krijgt steeds meer betekenis, omdat bijvoorbeeld ten opzichte van Noordwest-Europa de concurrentie in Azië goedkoper produceert. Om dan arbeidsplaatsen te behouden in de regio, in dit geval Noordwest-Europa, moet in Azië worden ingekocht, ten koste van de plaatselijke leveranciers.
Global sourcing kan ook worden bedreven als bepaalde materialen of diensten plaatselijk niet of te weinig voorhanden zijn.